# Орто (Пистоја)
Орто је насеље у Италији у округу Пистоја, региону Тоскана.
Према процени из 2011. у насељу је живело 37 становника. Насеље се налази на надморској висини од 16 м.